# باومشولنوگ
باومشولنوگ (به آلمانی: Berlin-Baumschulenweg) یک منطقهٔ مسکونی در آلمان است که در Treptow-Köpenick واقع شده‌است. باومشولنوگ ۱۶٬۷۸۰ نفر جمعیت دارد.

## نگارخانه

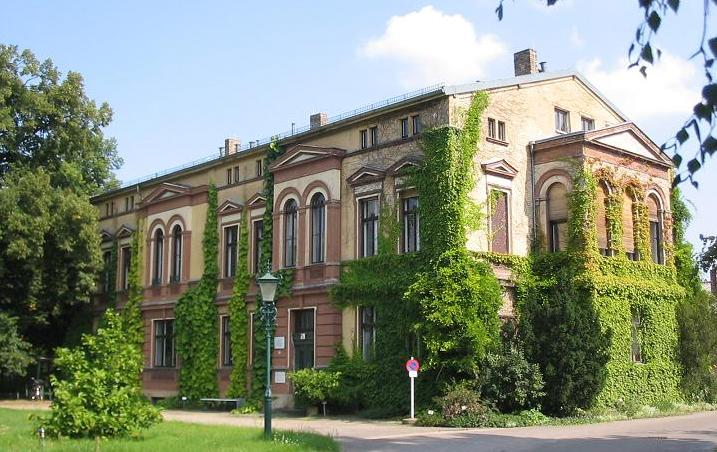
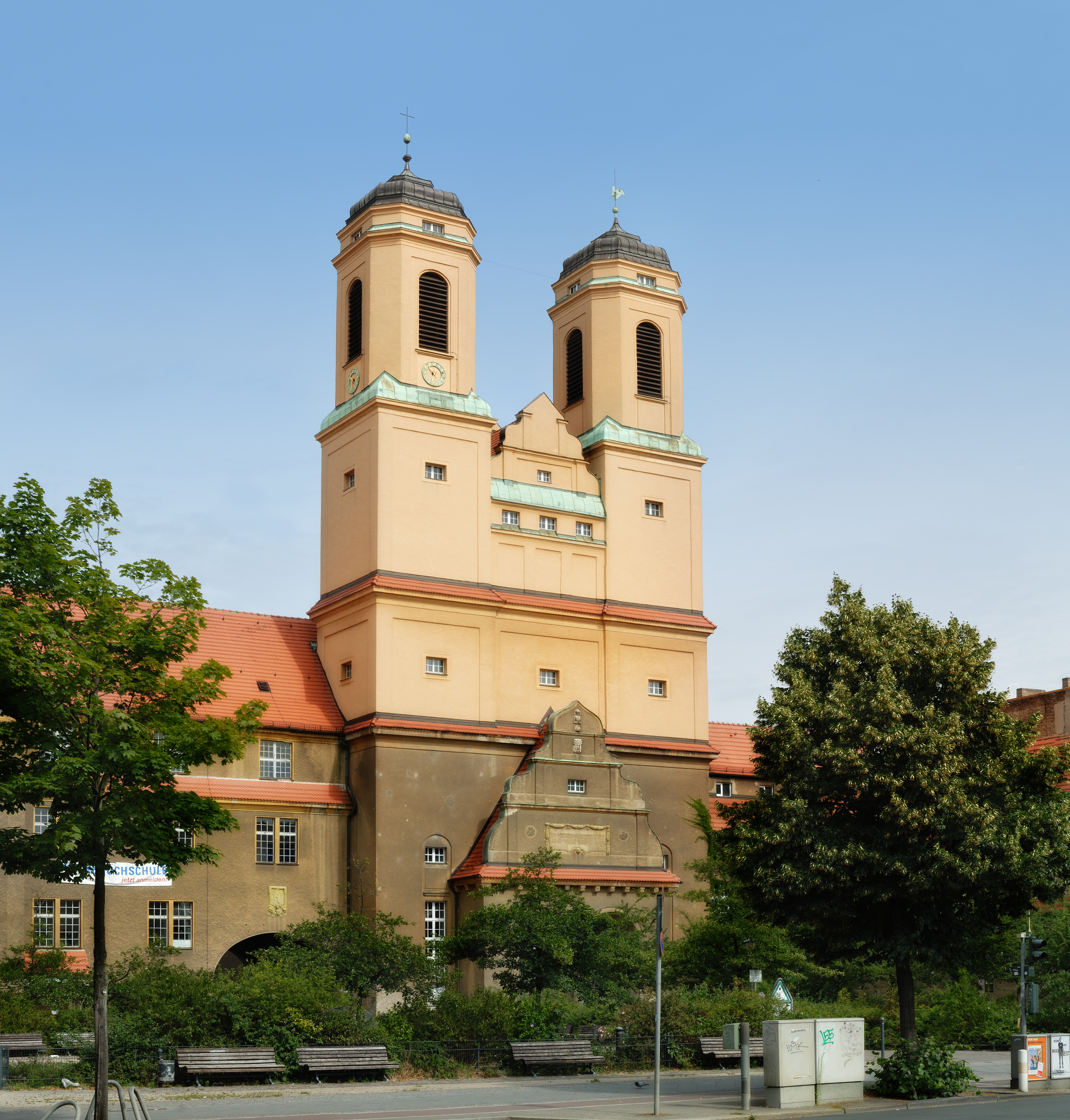
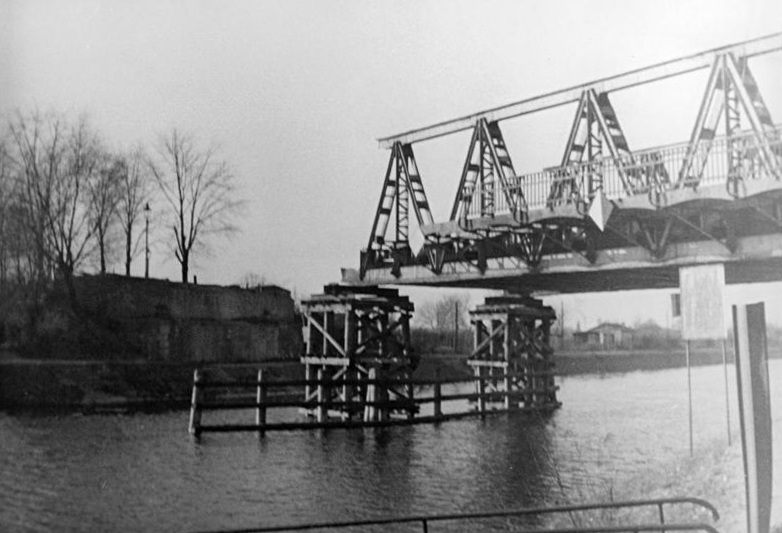